# Porroglossum tripollex
Porroglossum tripollex är en orkidéart som beskrevs av Carlyle August Luer. Porroglossum tripollex ingår i släktet Porroglossum och familjen orkidéer.
Artens utbredningsområde är Ecuador. Inga underarter finns listade i Catalogue of Life.